# Anton Palzer
Anton Palzer (Berchtesgaden, 11 de marzo de 1993) es un esquiador de montaña y ciclista alemán. Desde abril de 2021 corre como ciclista profesional en el equipo Red Bull-BORA-hansgrohe.

## Trayectoria
Anton destacó como esquiador de montaña, con tan solo 16 años pudo competir en el Campeonato Alemán de adultos, utilizando un permiso especial y ganando por tres minutos de ventaja.
En diciembre de 2020, el manager del equipo UCI WorldTour Bora-Hansgrohe Ralph Denk, hizo pública la contratación de Anton para la temporada 2021, donde debutaría al finalizar la temporada de esquí, en el Tour de los Alpes.

## Palmarés
No ha conseguido victorias como ciclista profesional.

## Resultados en Grandes Vueltas
| Carrera | Carrera         | 2021  | 2022 | 2023 | 2024 |
| ------- | --------------- | ----- | ---- | ---- | ---- |
|         | Giro de Italia  | —     | —    | 51.º | —    |
|         | Tour de Francia | —     | —    | —    | —    |
|         | Vuelta a España | 102.º | —    | —    | —    |

―: no participa
Ab.: abandono